# PVC2
PVC2 fue la banda de punk que formaron el luego líder de Ultravox Midge Ure, Billy McIsaac y Kenny Hyslop en 1977. Fue como una continuación de la banda de pop Slik, de la cual habían sido integrantes. A ellos se les sumó Russell Webb, en el bajo. Este reemplazó a Jim McGinlay, aunque no se sabe si cuando eso ocurrió aún permanecía el nombre de Slik o que este nombre fue conservado aún después de su ingreso a la banda y luego se cambió.
La banda editó solo un EP con 3 canciones, Put You In The Picture/Deranged Demented and Free/Pain, en 1977 y a cargo del sello Zoom Records.
Esta banda de corta duración se separó en septiembre de 1977 y al mes siguiente, Midge Ure se unió la banda The Rich Kids, junto a Glen Matlock de los Sex Pistols. Los demás continuaron como Zones, junto con el cantante y guitarrista Willie Gardner.
La canción Put You In The Picture sería grabada nuevamente en estudio por The Rich Kids, con Ure como el cantante y guitarrista, e incluida en el único álbum de esta banda Ghost Of Princes In Towers.

## Put You In The Picture/Deranged Demented and Free/Pain
El EP fue editado por Zoom Records en 1977. En esta grabación, Ure demuestra lo más fuerte de su voz, adoptando la energía del punk que estaba de moda. Contenía estas tres canciones:
- Put You In The Picture.
- Deranged Demented And Free.
- Pain.